# Trichonotulus setosus
Trichonotulus setosus är en skalbaggsart som beskrevs av Rudolph Petrovitz 1965. Trichonotulus setosus ingår i släktet Trichonotulus och familjen Aphodiidae. Inga underarter finns listade i Catalogue of Life.